# Klamek ji bo Beko
Klamek ji bo Beko (A Song for Beko) är en film skriven och regisserad av Nizamettin Ariç.

## Priser
1. Special Jury and Audience Awards, Fribourg International Film Festival, 1994.
2. Audience Award, São Paulo International Film Festival, 1993.
3. Audience Award, Angers European Film Festival, 1993.